# Karen Putzer
Karen Putzer, född 29 september 1978 i Bolzano, Italien, är en alpin skidåkare från Italien. Putzer har totalt vunnit sju världscupstävlingar och har tre mästerskapsmedaljer. 

## Segrar i Världscupen
| Datum            | Plats             | Tävlingsform |
| ---------------- | ----------------- | ------------ |
| 19 december 1999 | Sankt Moritz      | Super-G      |
| 22 december 2001 | Sankt Moritz      | Super-G      |
| 8 december 2002  | Lake Louise       | Super-G      |
| 12 december 2002 | Val d'Isere       | Storslalom   |
| 28 december 2002 | Semmering         | Storslalom   |
| 13 mars 2003     | Lillehammer       | Super-G      |
| 16 mars 2003     | Lillehammer       | Storslalom   |
| 21 januari 2007  | Cortina d'Ampezzo | Storslalom   |